# Pterolophia bimaculata
Pterolophia bimaculata är en skalbaggsart som beskrevs av Charles Joseph Gahan 1894. Pterolophia bimaculata ingår i släktet Pterolophia och familjen långhorningar.
Artens utbredningsområde är Myanmar. Inga underarter finns listade i Catalogue of Life.